# Parc de la piscine centrale
Le parc de la piscine centrale (en suédois : Centralbadsparken) est un parc du quartier de Norrmalm à Stockholm en Suède. 

## Description
Centralbadsparken est l'un des plus petits parcs de Stockholm et est situé dans lilot urbain d'Islandet à Norrmalm. 
L'ilôt est délimité par Drottninggatan, Adolf Fredriks Kyrkogata, Holländargatan et Olof Palmes gata.
Le parc porte le nom de la piscine centrale (Centralbadet), dont l'entrée se situe à Holländargatan et au parc. 
Le parc fait à l'origine partie du jardin appartenant au Hårlemanska malmgården. 
En plus de l'entrée par la propriété Centralbadet, le parc est accessible pendant la journée par un passage ouvert depuis Drottninggatan.
A l'entrée de Drottninggatan, le restaurant Rydbergs se trouve sur la gauche.
Le côté oriental de la salle du parc est dominé par le Centralbadet, un bâtiment Art nouveau conçu par l'architecte Wilhelm Klemming. 
À côté se trouvent un immeuble résidentiel de style fonctionnaliste et le restaurant Hubertus. 
À l'exception d'une nouvelle propriété donnant sur la rue Olof Palme, l'espace du parc est entouré de propriétés plus anciennes et bien préservées, dont le Hårlemanska malmgården de 1710. 
La sculpture en bronze de la fontaine du parc, Triton chevauchant un dauphin, a été créée par Greta Klemming, la fille de Wilhelm Klemming, et a été inaugurée en 1923.
En 2004, une fontaine et un buste représentant Wilhelm Klemming ont été ajoutés, créés par Helen Aurell et Nigel Wells.

## Le parc dans la littérature
Le parc et les maisons environnantes jouent un rôle central dans le roman policier de Stieg Trenter inti Tragisk Telegram.

## Galerie

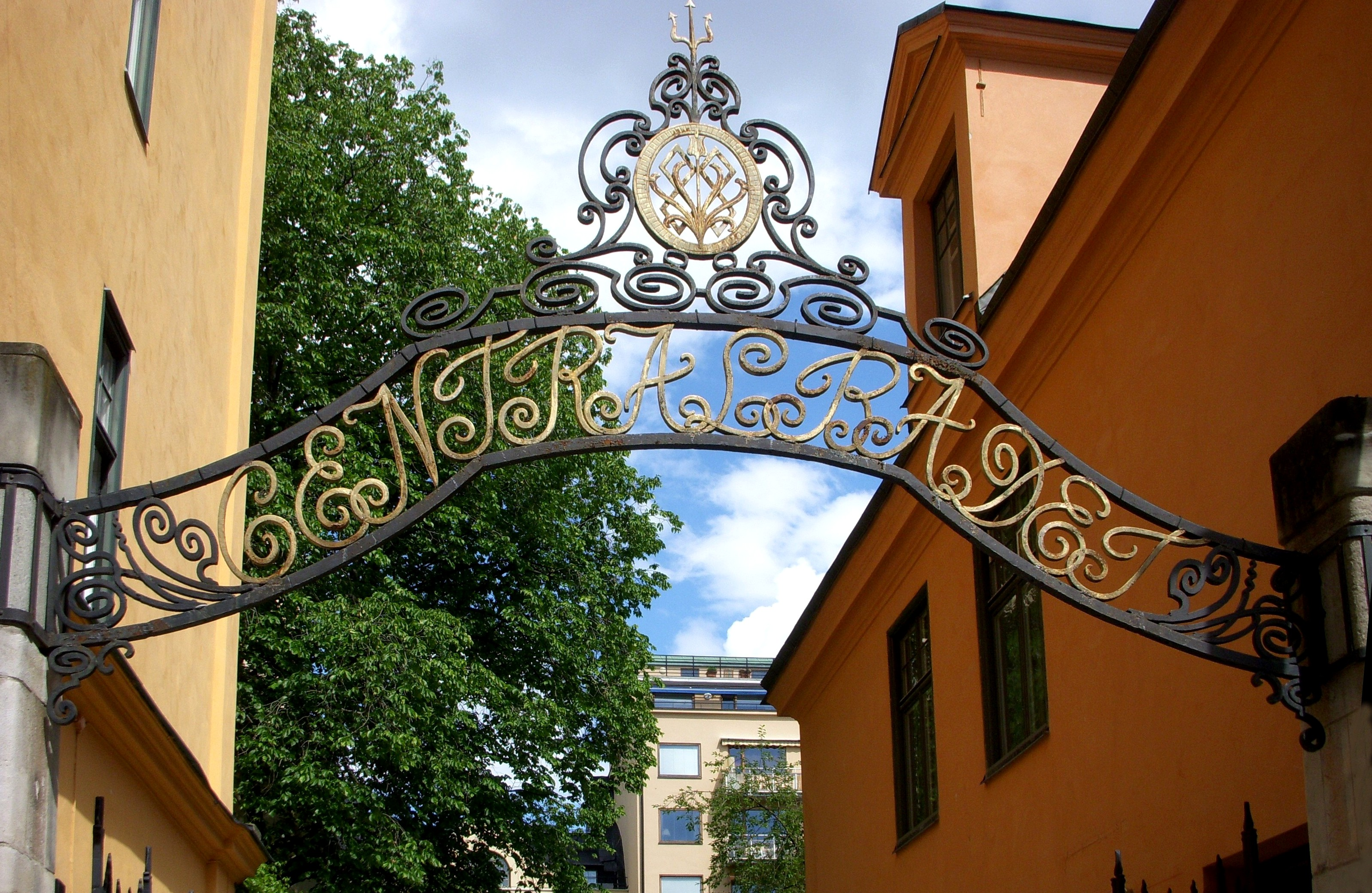
Signe de Drottninggatan.
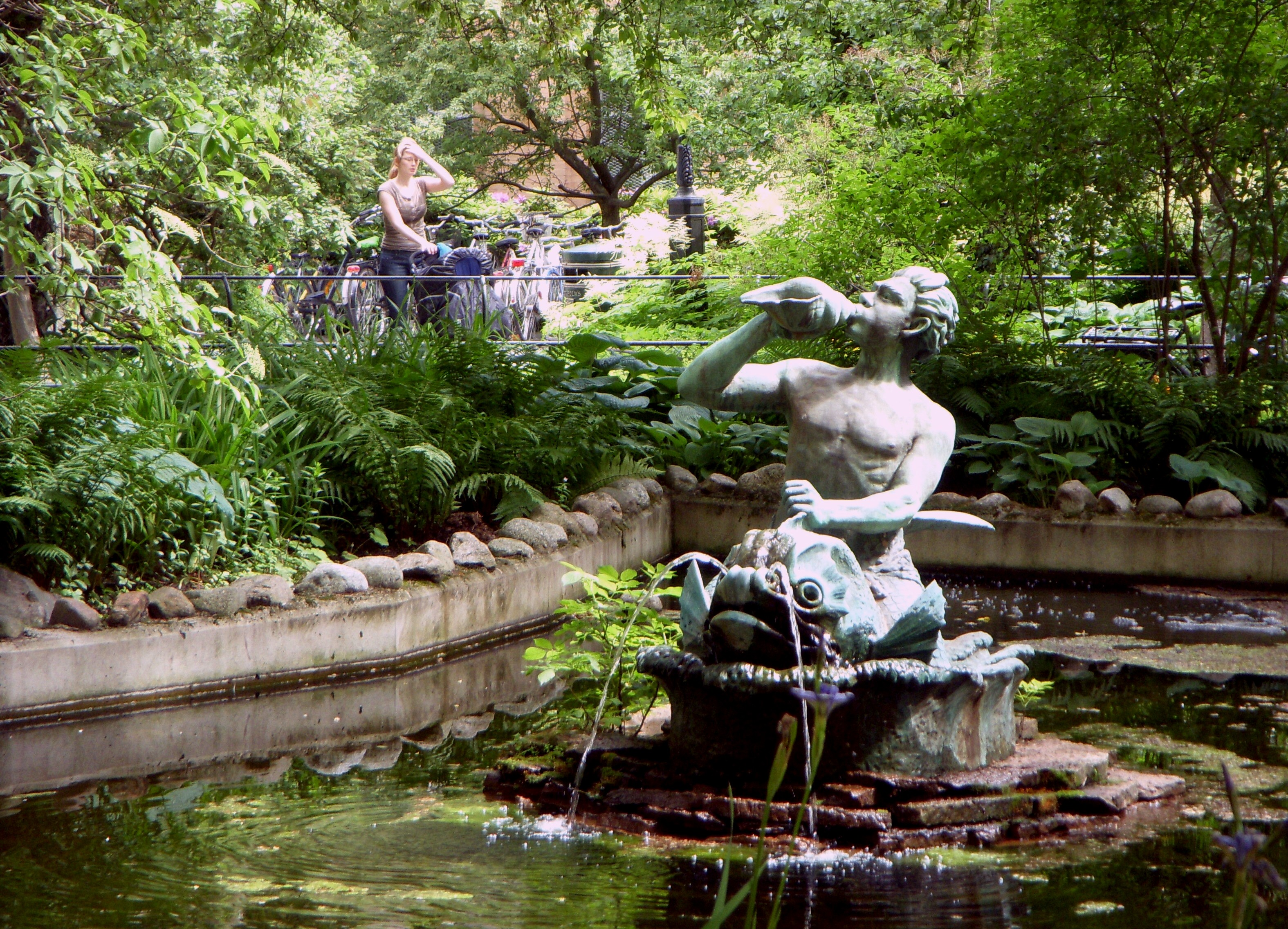
Triton chevauchant un dauphin.
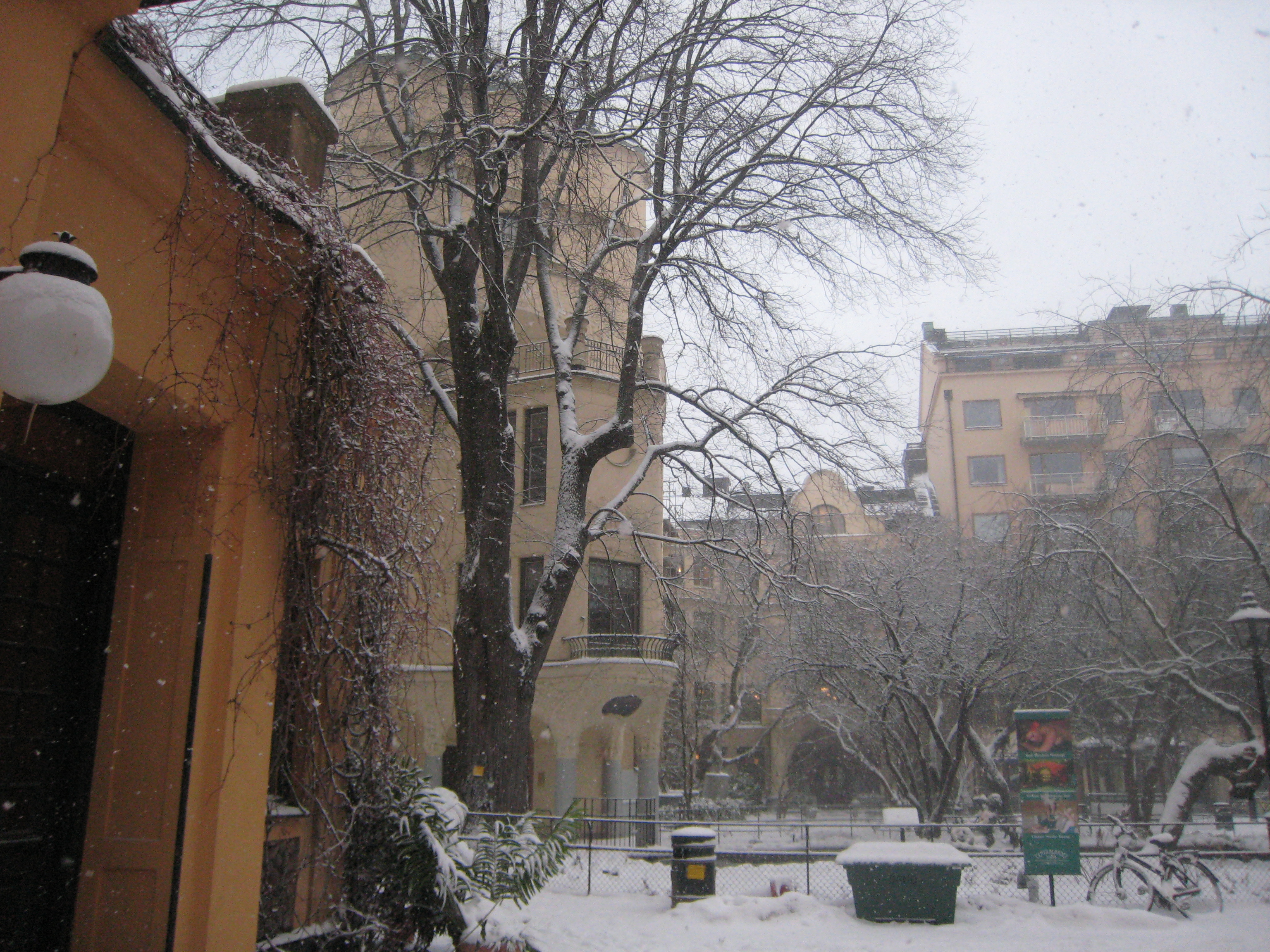
Lecparc en hiver.
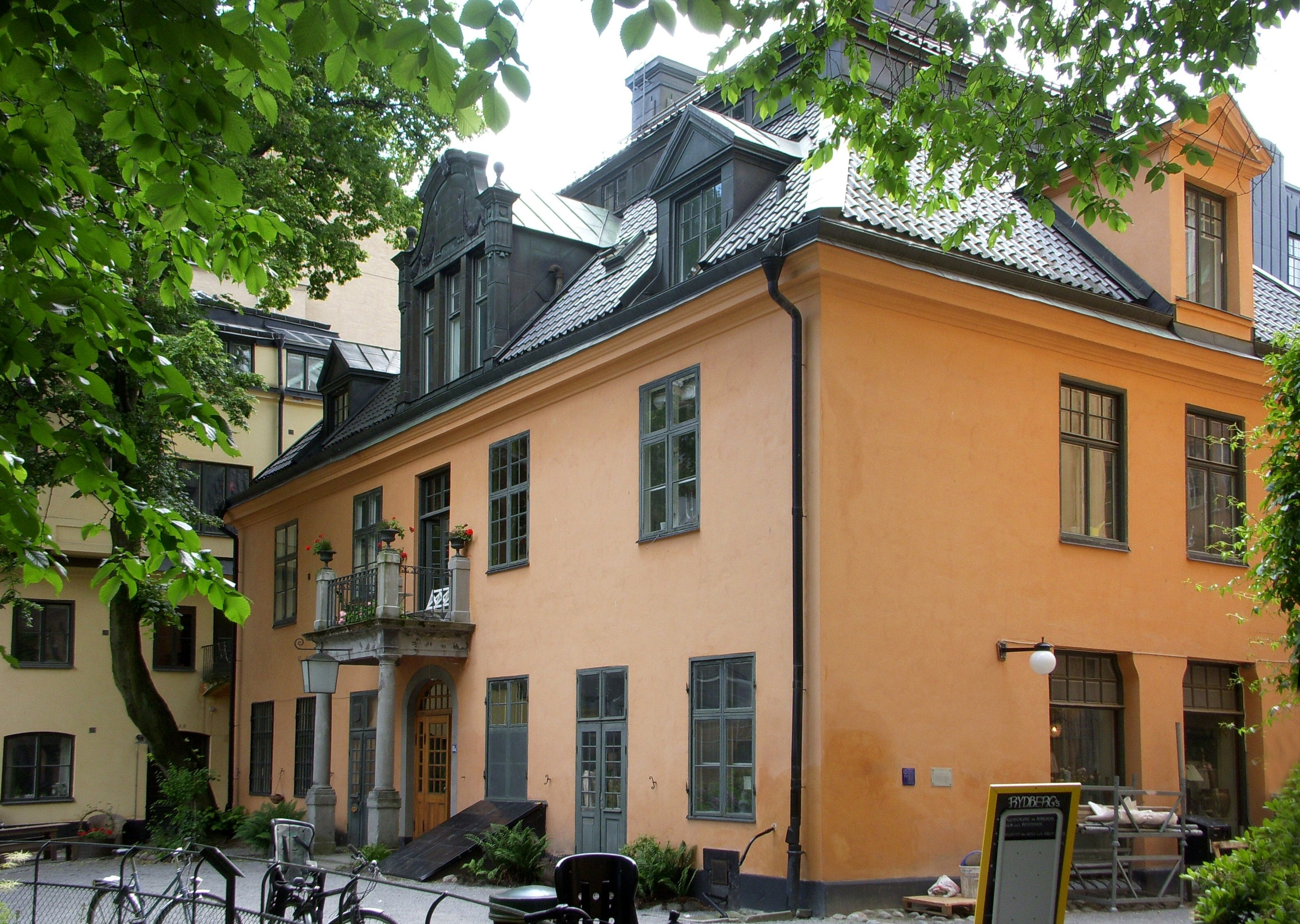
Hårlemanska malmgården.